# 브라질의 트랜스젠더 권리
브라질의 트랜스젠더 권리에는 수술이나 전문적인 평가 없이 자신의 법적 이름과 성을 변경할 수 있는 권리, 브라질의 공중보건 서비스인 Sistema Único de Saúde가 제공하는 성전환 수술권이 포함된다.

브라질 트랜스젠더 깃발

## 성 인식

### 역사

#### 2009년 이후
2009년 10월 17일 브라질 대법원의 결정에 따라 브라질에서 법적 성별 할당 변경은 합법적이다.
대법원은 만장일치로 성전환 수술을 받은 성전환자의 출생증명서에 이름과 성별 변경 옵션을 허용하는 것을 승인했다. 사람들이 무료 연방 보건 시스템에서 그러한 수술을 받는 것을 허용하고 시민 등록부에서 이름과 성별을 바꾸는 것을 허용하지 않는 것은 말이 되지 않는다고 언급하였다..
법관들은 "브라질이 이러한 수술에 동의한다면 개인이 사회에서 품위 있는 삶을 살 수 있는 수단도 제공해야 한다"고 주장한 낸시 안드리기 보고관의 투표에 따랐다. 성전환 수술을 받은 트랜스젠더에 대한 기록변경을 막는 것은 새로운 형태의 사회적 편견에 해당하고, 더 많은 심리적 불안을 초래할 수 있다는 게 연구원의 의견이다. 그녀는 다음과 같이 언급했다.
"문제가 민감하다. 의무적 주민등록 초기에는 생식기를 기준으로 남녀 구분이 정해져 있었다. 오늘날에는 다른 영향력 요인이 있고, 그 식별은 더 이상 겉보기 성에 국한될 수 없다. 고려해야 할 일련의 사회적, 심리적 문제들이 있다. 이 법안에 거부권을 행사하는 것은 불안과 불확실성, 심지어 분쟁의 대상이 되고 그 사람을 불안정한 입장에 둘 것이다."

대법원의 João Otávio de Noronha 장관에 따르면, 트랜스젠더는 그들의 존엄성, 자율성, 친밀성, 사생활과 관련하여 그들의 사회적 통합을 보장받아야 한다.

Laws concerning gender identity-expression by country or territory
Legal identity change, surgery not required
Legal identity change, surgery required
No legal identity change
Unknown/Ambiguous

#### 2018년 이후
2018년 3월 1일 연방대법원은 트랜스젠더에게 수술이나 전문적인 평가 없이도 자신의 이름과 성을 변경할 권리가 있다고 판결했다. 6월 29일, 국가 사법 평의회의 조직인 Corregedoria National de Justiaa는 이 주제에 관한 등기소에서 준수해야 할 규칙을 발표했다.

## 성전환 수술
2008년 브라질 공중보건 시스템은 법원 명령에 따라 무료 성전환 수술을 제공하기 시작했다. 연방검찰은 성별 재할당 수술이 기본권으로서의 의료보장을 보장하는 헌법 조항에 따라 적용된다고 주장하였다.
연방지방법원은 판결문에서 다음과 같이 말하며 이에 동의했다.
생물학적 관점에서, 성전환은 개인이 그들의 성적 명칭을 바꾸거나 그들의 삶에서 극심한 고통, 절단, 자살을 포함한 심각한 결과에 직면할 필요가 있는 성적 정체성 장애로 묘사될 수 있다.

환자는 만 18세 이상으로 인격장애가 없는 트랜스젠더로 진단받아야 하며, 만 16세부터 2년 이상 다학제팀과 심리평가를 받아야 한다. 브라질 보건부에 따르면, 전국 평균은 연간 100건의 수술이다.

## 같이 보기
- 트랜스젠더 권리
- 트랜스젠더 관련 주제 목록